# Jörg Berger
Jörg Berger (Gotenhafen, 13 ottobre 1944 – Duisburg, 23 giugno 2010) è stato un allenatore di calcio e calciatore tedesco, di ruolo attaccante.

## Palmarès

### Giocatore

#### Competizioni internazionali
- Coppa Piano Karl Rappan: 1

Lokomotive Lipsia: 1965-1966